# Хајдуци (роман)
Хајдуци је наслов дечијег романа, српског књижевника Бранислава Нушића, из 1933. године. Радња романа описује догађаје седморице основаца на обали Дунава крај Смедерева из друге половине 19. века. 
У предговору књиге, Нушић је написао да је роман настао на наговор деце његовог пријатеља. Такође, у наставку се наводи да дело има аутобиографских елемената.
Роман Хајдуци  је обавезна лектира у основним школама у Србији и Републици Српској.

## Радња
Прича почиње описом храстовог стабла полеглог уз Дунав, у близини Смедерева на широкој пољани, место које је било окупљалиште  дечака сваког четвртка и недеље.
Четвртком после ручка дечаци беже на храстово стабло. Тог дана није било школе. Причали су о свему и свачему и уживајући поред реке, а кад им то досади направили би лопту од кучине и играли фудбал све до мрака кад би пошли кућама.
Недеља се доста разликовала од четвртка. Тад би током окупљања долазио и Чеда Брба, пекарски шегрт који недељом порани па их све дочека. Чеда је правио највише проблема док је ишао са њима у разред, а када су га избацили из првог разреда гимназије кренуо је у пекарске шегрте. Стално се хвалио разноразним подвизима, а дечаци су се правили да му све верују иако су знали да лаже.
Једног дана им је Чеда предложио да постану хајдуци и рекао им да о томе не смеју никоме ништа да кажу. Дечаци су пре слушали разне ствари о хајдуцима, да живе у планинама и да су се одметнули од власти и чинили разна злодела. Али су се о хајдуцима причале и бајке да пресрећу богате сељаке и отимају од њих и враћају сиротињи.
Хајдуци нису били оно што су били за време турске окупације, нису штитили свој народ и село, већ су углавном били одметници који харају и пљачкају. Због тога су се дечаци доста двоумили о одласку у хајдуке.
Следећег четвртка су сви отишли на храстово стабло где их је већ чекао Брба и очекивао одговоре где су сви пристали. Играли су хајдучке игре као што су бацање камена са рамена, правили гусле и певали хајдучке песме. За место окупљања су изабрали стари млин где су Чеду изабрали за арамбашу.
Сутра је школа била затворена због епидемије, мада они нису знали шта то тачно значи али су се радовали што се не иде у школу. Успут су срели арамбашу који им је рекао да сутра рано ујутру крену од куће друмом уз Дунав и да дођу до гроба Макса Жабе да положе хајдучку заклетву. Чеда је изабрао то место јер су ту сахрањени бројни хајдуци, исто као и Макс Жаба који није био никакав херој, већ је извршио пљачку и убиство па су га ту стрељали и одмах сахранили. Чекали су дуго Цврцу који се на крају није појавио. Цврцу родитељи нису пустили да дође, али је сутра и он положио заклетву кад им је Брба рекао да у понедељак у зору побегну од куће до млина одакле ће даље у планине кроз винограде. Тог јутра су сви пошли у хајдуке и зауставили се у некој шуми како би појели нешто и прегледали којим оружјем све располажу. 
После су кренули даље и дошли на једну чистину за коју је арамбаша одредио да направе логор. Кренули су одмах да смишљају план заседе за сутра. Планирали су да нападну путничка кола и опљачкају их. Потом су Врапца изабрали за гуслара, запалили ватру и слушали Врапца како чита песму коју је саставио. И тако је дошла и ноћ. Пошто су се сви плашили мрака и нису смели да спавају неко је предложио да свако исприча неку своју причу да би се полако сви успавали.
Пошто су њихови родитељи пријавили нестанак властима они су послали пандуре по шумама и луговима да их нађу. Тако их је ујутру док су још спавали нашао један пандур који их је довео до села и затворио у један свињац. Ту су и преноћили, у својој хајдучкој тамници. Након тога су их предали родитељима, где је свако од њих добио батине. Наредне две недеље нису одлазили на храстово стабло од срамоте што су добили пред људима онолике батине. Први следећи пут кад су се окупили договорили су се да више никада не помињу то што се десило.

## Ликови
- Жика Дроњa
- Миле Врабац
- Мита Трта
- Лаза Цврца
- Сима Глуваћ
- Чеда Брба
- Приповедач (Бранислав Нушић)